# Поповка (приток Поломети)
Поповка — река в России, протекает по Валдайскому и Демянскому районам Новгородской области. Устье реки находится в 6 км к северо-востоку от села Лычково в 46 км по левому берегу реки Полометь. Длина реки составляет 21 км.
Истоки реки находятся на территории Семёновщинского сельского поселения Валдайского района (протекают через деревни Семёновщина, Яблонька и Копейник), далее река течёт через деревни Фишуки, Красивицы и Макуши того же поселения. Ниже по берегам реки стоят деревни Лычковского сельского поселения Демянского района Верейница и Задняя. Устье находится на территории Валдайского района.

## Данные водного реестра
По данным государственного водного реестра России относится к Балтийскому бассейновому округу, водохозяйственный участок реки — Ловать и Пола, речной подбассейн реки — Волхов. Относится к речному бассейну реки Нева (включая бассейны рек Онежского и Ладожского озера).
Код объекта в государственном водном реестре — 01040200312102000022400.